# Iwan Omelianowycz-Pawlenko
Iwan Wołodymyrowycz Omelianowycz-Pawlenko, ukr. Іван Володимирович Омельянович-Павленко (ur. 19 sierpnia?/31 sierpnia 1881 w Baku, zm. 8 września 1962 w Chicago) – ukraiński działacz wojskowy, generał-chorąży armii Ukraińskiej Republiki Ludowej. Młodszy brat generała Mychajła Omelianowycza-Pawlenki.

## Życiorys

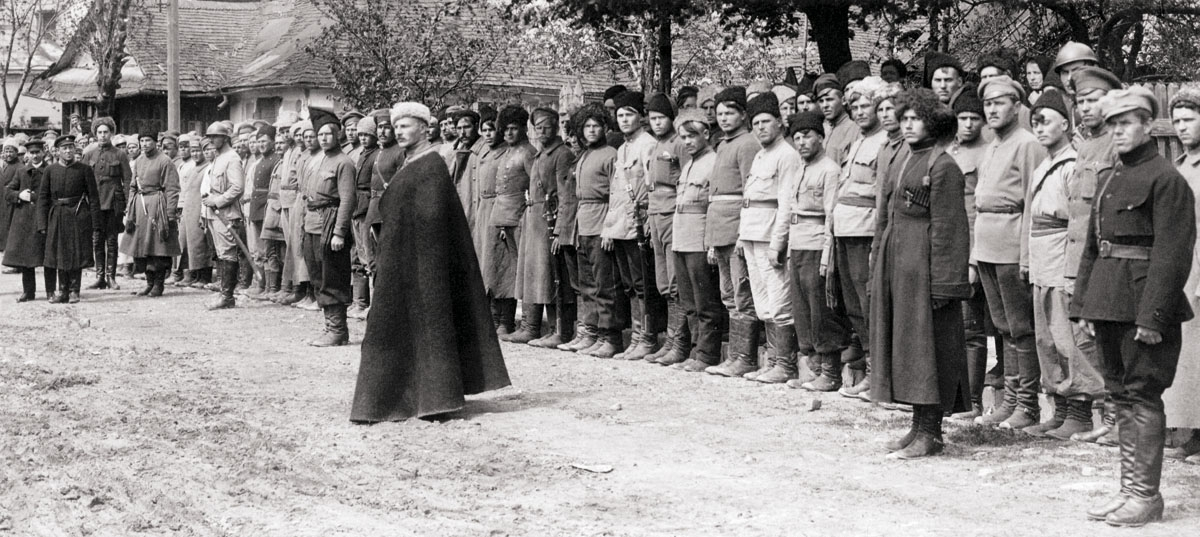
Symon Petlura (z lewej) dokonuje przeglądu oddziałów ukraińskich. Kijów, maj 1920. Na froncie oddziału gen. Iwan Omelianowicz-Pawlenko

Był pułkownikiem armii rosyjskiej i dowódcą 8 pułku huzarów, w armii URL był dowódcą serdiuckiego pułku łubieńskiego, następnie dowódcą obozu zapasowego w Charkowie. Odkomenderowany do Ukraińskiej Armii Halickiej, gdzie został dowódcą grupy „Nawarija” walczącej pod Lwowem w czasie wojny polsko-ukraińskiej. Po zawarciu sojuszu między Polską a Ukraińską Republiką Ludową dowódca Samodzielnej Dywizji Kawalerii Armii URL w wojnie polsko-bolszewickiej, zwycięzca w bitwie pod Sidorowem (25 lipca 1920). Inspektor kawalerii Armii URL. Od 1923 na emigracji w Pradze.
W czasie II wojny światowej podjął współpracę z Niemcami. W 1941 został dowódcą 109 Batalionu Schutzmannschaft.
Zmarł na emigracji, pochowany na cmentarzu w Bound Brooke.
Odznaczony Szablą Świętego Jerzego, Orderem Świętego Jerzego IV klasy, orderem św. Włodzimierza IV klasy z mieczami i wstęgą.